# 桑特雷
桑特雷（法語：Cintré，法語發音：[sɛ̃tʁe]）是法国伊勒-维莱讷省的一个市镇，位于该省中部偏西，属于雷恩区和雷恩都会区，其市镇面积为8.32平方公里，2022年1月1日时人口数量为2614人。
桑特雷是雷恩都会区的组成部分，位于雷恩市区以西大约17公里。

## 地名
桑特雷以如下名称在历史文献里出现：Ecclesia de Cintreyo（1152年）、Ecclesia de Cintreio（1158年）、Parochia de Sintreio（1245年）、Cintreyum（1437年）。
该地在中文谷歌地图以及部分网站中被误译为“圣雷”，此名称为地图从Wikidata上抓取的中文维基早期机翻误译，而“桑特雷”一名则符合法汉译音规则、法语地名译名习惯与中文维基社群共识。

## 行政
桑特雷的邮政编码为35310，INSEE市镇编码为35080。

## 地理

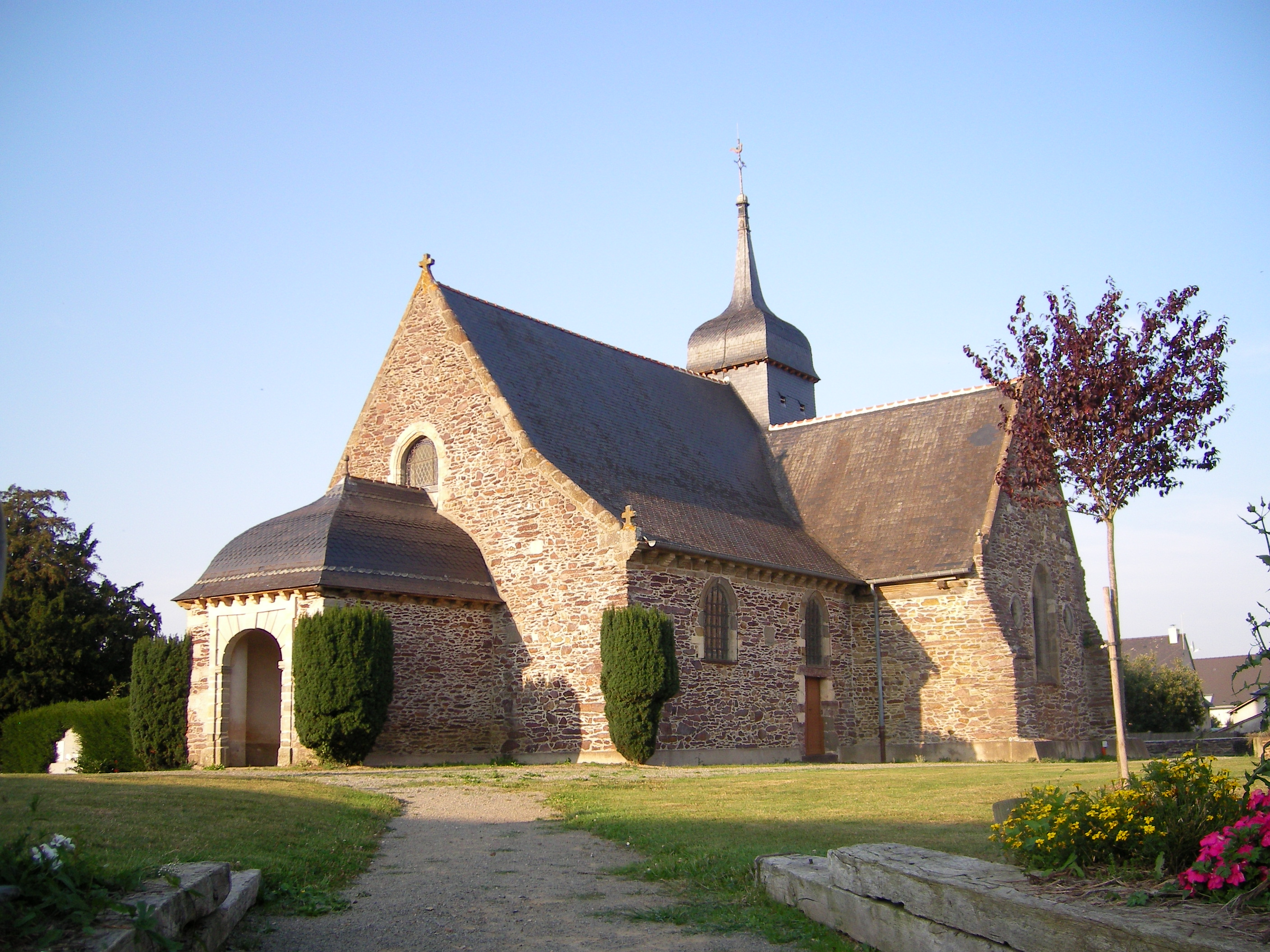
桑特雷教堂

桑特雷（48°6'20"N, 1°52'20"W）位于法国西北部，布列塔尼大区东部和伊勒-维莱讷省中部偏西，距离省会雷恩大约17公里。
与桑特雷接壤的市镇包括：拉沙佩勒图阿罗、布勒泰伊、莫尔代勒、塔朗萨克。
桑特雷境内地势平坦，海拔在25至63米之间。
按照柯本气候分类法，桑特雷属于较为典型的温带海洋性气候，全年温差较小，降水分布均匀。

## 交通
伊勒-维莱讷省省道D34线、D35线和D68线在桑特雷镇中心境内交汇。雷恩公交54路和快速154线经过桑特雷境内并设有站点。

## 政治
现任桑特雷市长为雅克·吕埃洛先生（Jacques Ruello），他是一名右翼无党派人士。

## 人口
| 年份   | 1936 | 1946 | 1954 | 1962 | 1968 | 1975 | 1982  | 1990  | 1999  | 2005  | 2010  | 2015  | 2018  |
| ------ | ---- | ---- | ---- | ---- | ---- | ---- | ----- | ----- | ----- | ----- | ----- | ----- | ----- |
| 人口數 | 539  | 545  | 526  | 520  | 533  | 857  | 1,069 | 1,170 | 1,467 | 1,985 | 2,054 | 2,236 | 2,344 |